# مشروع حلفا الجديدة الزراعي
مشروع حلفا الجديدة الزراعي ويعرف رسمياً باسم هيئة حلفا الجديدة الزراعية هو واحد من المشاريع المهمة لإنتاج المحاصيل الزراعية في السودان ويقع في ولاية كسلا على بعد 360 كيلومتر شرق الخرطوم و80 كيلومتر غرب مدينة كسلا.

## الموقع والتضاريس والمناخ
يقع المشروع في سهل البطانة على الضفة الغربية من نهر عطبرة بين خطى عرض 15 و17 شمال ويسود المنطقة المناخ الحار الممطر صيفاً حيث يتراوح معدل الأمطار التي تهطل في الفترة من يوليو / آذار إلى سبتمبر / تشرين الأول، وتتميز التربة في المشروع بأنها طينية ثقيلة ومتشققة.

## تاريخ إنشاء المشروع
يرتبط تاريخ إنشاء المشروع ببناء السد العالي في مصر بموجب اتفاقية تقاسم مياه النيل لعام 1959 م، والذي نتج عنه تكوّن بحيرة صناعية كبيرة امتدت مساحتها إلى داخل حدود السودان بمسافة تقدر بحوالي 600 كيلو متر لتغمر مياهها بلدة وادي حلفا وما جاورها من قرى. وتم الإتفاق على تهجير سكان المناطق المغمورة بالمياه إلى مجمعات استيطانية جديدة في سهل البطانة بمنطقة خشم القربة في شرق السودان، على الضفة الغربية لنهر عطبرة حيث تم بناء مدينة جديدة باسم حلفا الجديدة وحوالي 25 قرية جديدة إلى جانب تشييد سد في خشم القربة لريّ الأراضي الزراعية التي وزعت عليهم تعويضاً على ما فقدوه من أراض وبساتين نخيل. وتم تأسيس مشروع حلفا الجديدة الزراعي في عام 1963 م، بهدف تحقيق التنمية الاقتصادية والاجتماعية بالمدينة والقرى المجاورة، والاكتفاء الذاتى للمزارعين في المحاصيل الغذائية كالذرة والقمح، وإنتاج القطن والفول السوداني للتصدير، إضافة إلى إقامة مصنع للسكر لدعم اقتصاد المنطقة والاقتصاد الوطني بشكل عام. تم تمويل المشروع من قبل الحكومة المصرية وبدأت عملية تهجير سكان المناطق المغمورة بالمياه في أكتوبر / تشرين الأول 1963 وانتهت في يونيو / حزيران 1964 م. وبدأ أول موسم زراعي بالمشروع في عام 1964-1965 م.

## اهداف المشروع
- توطين اهالي وادى حلفا المهجرين بعد قيام السد العالى في عام 1963 وتوطين السكان المحليين من منطقة البطانة والرحل وغيرهم من الوافدين من مناطق السودان الأخرى الراغبين في الإستقرار بالمنطقة.
- استغلال مياه نهر عطبرة لتنمية الموارد البشرية.
- زراعة محاصيل نقدية للمساهمة في الدخل القومى للبلاد وأخرى استهلاكية لتعزيز الأمن الغذائى بالمنطقة والاكتفاء الذاتي من المحاصيل لسكان المنطقة.
- خلق فرص العمل للمواطنين.[1]

## التوطين
وقد صاحب قيام المشروع بناء مدينة تحيط بها قرى تتوفر فيها خدمات التعليم والصحة والمياه النقية وقيام مصانع محلية تستخدم منتوجات المشروع ومن بينها مطاحن الغلال ومعاصر الزيوت ومصانع العلف والصابون والحلويات والشعيرية ومنتوجات الألبان إلى جانب مصنع سكر حلفا جديدة الذي خصصت له مساحة 40 الف فدان تقريباً تزرع بقصب السكر.

## محطة توليد الطاقة الكهربائية
كما تم إنشاء محطة إنتاج كهربائي مائي تضم 3 توربينات يبلغ إنتاج الواحدة منها 7000 كيلو واط في الساعة من الكهرباء وتعمل على مدّ مدينة حلفا الجديدة والقرى ومنشآت المشروع وغيرها من المنشآت الصناعية الأخرى، بالكهرباء.

## محطة الأبحاث الزراعية
توجد في المشروع محطة ابحاث زراعية مقرها في مدينة حلفا الجديدة وخصصت لها مساحة 800 فدان من الأرض لإجراء الأبحاث والتجارب الزراعية المرتبطة بالمحاصيل المختلفة في المنطقة.

## نظام الريّ
يتم ري المشروع بطريقة الري الانسيابي عبر قناة رئيسية تمتد لمسافة 26 متر من جسم السد تتفرع إلى 3 قنوات كبيرة وهذه بدورها تتشعب إلى 87 ترعة أصغر. وقد صمم السد بطاقة قدرها 1.3 مليار متر مكعب من المياه ولكنها إنخفضت حالياً إلى 0,6 مليار متر مكعب بسبب الإطماء.

## مساحات المشروع
- أراض مخصصة لمزارعي حقول الدورة الزراعية وتبلغ 366,825 فدان تزرع في دورة ثلاثية (قطن-قمح، ذرة- فول سوداني).
- أراض مملوكة للمهجرين من أهالي وادي حلفا تبلغ مساحتها الكلية 24,000 فدان وتزرع الخضروات، والفواكه والأعلاف، والمحاصيل البقولية.
- مشاتل مزارع إنبات بذور خضروات وبساتين فواكه تابعة لإدارة البساتين بهيئة حلفا الجديدة الزراعية ومساحتها حوالي 900 فدان.
- أراض مخصصة للإستثمار الخاص وزعت على العاملين بهيئة حلفا الجديدة الزراعية وغيرهم من المواطنين وقدرها 9,800 فدان.

## المزارعون وعلاقة الإنتاج
يبلغ عدد المزارعين بالمشروع حوالى 24,455 مزارع وتقوم علاقات الإنتاج على ملكية المزارع لإنتاج حقله وحصوله على عائدات محاصيل الدورة الزراعية (قطن – فول سودانى – ذرة – قمح) كاملة مقابل حصول الحكومة ممثلة بهيئة حلفا الجديدة الزراعية، على رسوم المياه والإدارة بالفئات التي يقررها مجلس إدارة الهيئة في كل موسم، وأن تقوم الهيئة بتقديم خدمات مالية للمزارعين في شكل تمويل نقدي يتم استرداده بعد حصاد كل محصول على حدة.
ويتم تمويل عمليات زراعة محصول القطن من قبل البنك الزراعي السوداني، ابتداء من إعداد الأرض للزراعة وحتى عملية حلج القطن في المحالج التابعة للمشروع قبل ترحيلها إلى ميناء بورتسودان للتصدير إلى الخارج، بينما ينحصر دور المزارع في القيام ببعض العمليات الضرورية مثل إزالة الحشائش والأعشاب الضارة من الأرض وفتح جداول مياه الري في الغيط وحصاد المحصول.

## الحقول والدورة الزراعية
قسم المشروع إلى حقول بواقع حقل واحد لكل مزارع مساحته 15 فدان تزرع وفق دورة ثلاثية (ثلثي المساحة يزرع والثلث الباقي يترك أرضاً بور للحفاظ على جودة التربية ورفع الإنتاجية).

## المحاصيل
- الذرة الرفيعة، وقد تم إدخال أصناف محسنة ذات إنتاجية عالية منها لزراعتها بفي المشروع اعتبارها واحدة من أهم المواد الغذائية في السودان.
- الفول السوداني، وتمت زراعته بغرض المحافظة على خصوبة التربة فضلاً عن أنه يشكل محصولاً نقدياً يدر بعائد مالي للمزارع.
- القمح، وهو المحصول الغذائي الرئيسي بالنسبة للمهجرين من وادى حلفا.
- الذرة، وتعرف في السودان بالذرة الشامية أو عيش الريف، تمييزاً لها عن الذرة الرفيعة وقد تم إدخالها في المشروع حديثاً لتزرع في الموسمين الصيفي والشتوي.
- الخضروات، وتتكون من زراعة الطماطم والبصل والقرع، والبطيخ، والشمام والبطاطا الحلوة.
- الفواكه، وتتمثل في الجريب فروت، والبرتقال، والتمور، والليمون والجوافة.

وقد تم إجراء تجارب على زراعة زهرة الشمس في المشروع لإنتاج الزيوت.

## زراعة اشجار الغابات
تم تخصيص حوالي 5000 فدان من اراضي المشروع لزراعتها بأشجار الغابات زرعت منها حتى الآن حوالي 2,500 فدان. ويجري التخطيط لزيادة مساحة الغابات لتصل إلى 5%من جملة مساحة المشروع.

## الرعي
أدت الكميات الكبيرة من بقايا المحاصيل بعد حصادها إلى توفير غذاء كاف لرعي أعداد كبيرة في المنطقة كالأبقار، والضأن، والأبل والماعز. 

## عمليات الحصاد
تتم عملية الحصاد بالنسبة لكافة المحاصيل يدوياً بإستثناء محصول القمح الذي يتم حصاده آلياً.

## إنتاجية الفدان
تبلغ إنتاجية محصول القطن 5 قنطار للفدان الواحد، والذرة 7.5 جوالات للفدان، بينما تصل إنتاجية الفدان الواحد لمحصول القمح 5 جوالات والفول السودانى 35 جوال. 

## المشاكل
أبرز مشاكل المشروع تتمثل في انخفاض الطاقة التخزينية للمياه بالخزان بسبب الطمى الذي أخذ يترسب تدريجياً في حوض الخزان مما أدى إلى تقليص المساحة المخصصة لزراع المحاصيل في الحقول. 
وقد اجريت عدة محاولات لتجاوز هذه المشكلة من خلال اعداد خطة زراعية تهدف إلى رفع الإنتاجية رأسياً (الاهتمام بجودة النوعية بدلاً من كثرة الكمية) وذلك بإدخال تكنولوجيا الزراعة في كافة المحاصيل إلى جانب إدخال تربية الحيوان في الدورة وزيادة زراعة الأعلاف بإقامة مصنع آخر للعلف. وتم إنشاء إدارة لإنتاج الحيوان بالهيئة.
وبإقامة سدي أعالي عطبرة وستيت سيتم حل توفير المياه في بحيرة سد خشم القربة وتقليل كميات الطمي وبالتالي توقع ازدياد الطاقة التخزينية للمياه في مشروع حلفا الجديدة الزراعي.